# Trump International Hotel and Tower (Nova York)
O Trump International Hotel and Tower é um arranha-céu de 44 andares de 177 metros de altura, localizado no 1 Central Park West, em Columbus Circle, entre a Broadway e o Central Park West, em Manhattan, Nova York. Era anteriormente propriedade da General Electric Pension Trust e possui quartos de hotel e condomínios residenciais.  

## História
O edifício originalmente era chamado Gulf and Western Building, projetado por Thomas E. Stanley e construído em 1969  ou 1970.  A torre foi projetada para uso em escritórios e foi construída isoladamente, longe de outros arranha-céus. Por causa disso, o edifício oscilava levemente durante ventos fortes, um pequeno inconveniente que não existia para edifícios construídos próximos um do outro.  
Em 1994, o empresário e desenvolvedor imobiliário Donald Trump se envolveu com o edifício, anunciando planos para convertê-lo em um hotel que incluiria unidades de condomínio. Por causa das leis de zoneamento, apenas aproximadamente 200 unidades poderiam ser usadas como condomínios, enquanto a parte inferior da torre – até o 17º andar – seria usada para quartos de hotel. 
A Paramount Communications (anteriormente Gulf and Western) era a inquilina do prédio de escritórios na época, com seu contrato expirando em abril de 1995, quando Trump poderia começar a reforma do prédio. Trump planejava instalar treliças e colunas em todo o edifício para tornar a torre rígida e estável, a fim de remover o impacto dos ventos fortes. O processo de reconstrução deveria levar dois anos, a um custo de US$ 230 milhões.  As reformas começaram em junho de 1995.  Em abril de 1996, Trump disse que se mudaria para a cobertura do edifício. Trump também disse que o endereço do edifício, localizado perto do Central Park, seria alterado de 7 Columbus Circle para 1 Central Park West ; O Trump International foi anunciada como tendo "o novo endereço mais importante do mundo". 
Entre 1995 e 1997, o edifício foi despojado de seu esqueleto. A nova aparência do edifício foi projetada por Philip Johnson e Costas Kondylis.  Embora o edifício tenha 44 andares, Trump se referiu a ele como sendo de 52 andares. Trump explicou que os prédios de apartamentos mais novos geralmente tinham tetos mais baixos em comparação aos prédios de escritórios e afirmou que o prédio de 177 metros era aproximadamente tão alto quanto um edifício de 60 andares; o New York Times escreveu: "Visto dessa maneira, medir a torre convertida em 52 andares era um ato de restrição altitudinal".  Um globo de prata de 9 metros de largura da Terra foi instalado em frente ao prédio durante sua conversão. O globo deveria incluir as palavras "Trump International" em letras que medissem um metro e meio de altura, embora as autoridades da cidade tenham se oposto à ideia. O globo é uma homenagem ao Unisphere, localizado no bairro natal de Queens, em Trump. 
O prédio é usado como cenário do filme de comédia de 2011 Tower Heist. 
Desde a eleição de Trump como presidente dos Estados Unidos, o hotel às vezes é palco de protestos contra seu governo.  